# Parsi

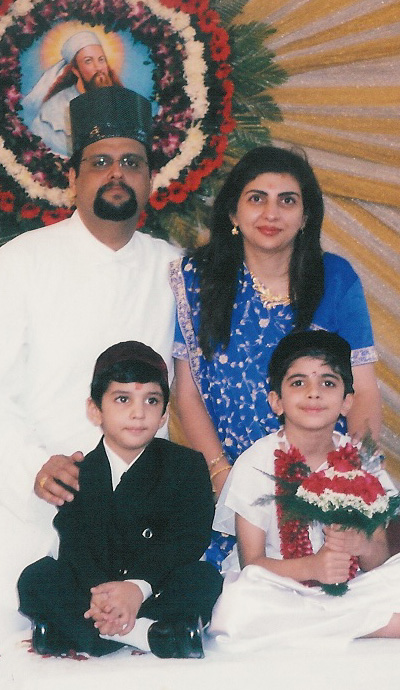
Een Parsi-gezin in traditionele kledingdracht.

De Parsi (Gujarati: પારસી Pārsī, IPA: [ˈpɑː(ɹ).siː], 'Perzen', bewoners van Pars) zijn een Zoroastrisch volk dat in India woont. Zij vormen een Iraans-Indiase geloofsgroep die afstammen van de zoroastriërs uit het voormalige Sassanidische Rijk van Perzië. Zoroastrisme was de heersende religie van het Perzische Rijk vanaf de tijd van Cyrus de Grote (ca. 600 - 530 v. Chr.). Het geloof wordt ook wel het parsisme genoemd, waarvan de kern zich laat vangen door de trias "Goede Woorden, Goede Gedachten, Goede Daden", zonder een specifieke theologische achtergrond te belijden. Een kenmerkend aspect van de Parsi-religie is de luchtbegrafenis.
Bij de volkstelling van 2011 waren er 57.264 Parsi's in India. In 2001 waren dat er nog 69.601. In Pakistan waren er in 2012 zo'n 1675, een kleine van 175 ten opzichte van 2001.  Veel Parsi's leven in diaspora in Europa en Noord-Amerika. Men schat het aantal Parsi (zoroasters) wereldwijd op 120.000 aanhangers (2023)

## Parsi en religie
In het algemeen houden Parsi zich weinig bezig met de theologische aspecten van hun religie, het zoroastrisme. Ofschoon zij het zoroastrisme zien als onderdeel van hun identiteit, weten zij weinig van de formele leer.
Zarathustra is de grondlegger van het zoroastrisme. De religie kent niet zozeer een omschreven leer, doch steunt op de drie pijlers: Goede Woorden, Goede Daden, Goede Gedachten. Het idee van deze drie-eenheid steunde op de ideeën van Zarathustra dat de wereld 'een strijdtoneel tussen de goddelijke orde en de leugen' was. Leven volgens de leer 'Goede Gedachten, Goede Daden en Goede Woorden' was een beter idee dan de dieroffers die tot dan toe in de Indo-Iraanse culturen gebruikelijk waren.
Zarathustra leerde dat de plaats van de mens ligt tussen Ahura Mazda, god van het goede (vaak aangeduid als "de Wijze Heer), en Ahriman, god van het kwaad. Elk mens heeft de moeilijke taak in de eeuwige strijd tussen beide goden de kant van het goede te kiezen.
De Avesta is het zoroastische Heilige Boek, geschreven in het Avestaans, een verder dode taal.
In het zoroastrisme worden als belangrijkste aspecten de concepten van reinheid (zuiverheid) en verontreiniging, initiatie, dagelijks gebed, aanbidding in de tempel, huwelijk, begrafenissen en de algemene verering van Ahura Mazda, gesymboliseerd door vuur gezien.
Een intern probleem vormt het gemengde huwelijk (net als bij orthodoxe joden) waarbij de vraag opkomt of kinderen van niet-Parsi vrouwen ook meetellen als Parsi.
De Parsi kennen de kenmerkende luchtbegrafenis als methode van lijkbezorging.

#### Zuiverheid en vervuiling
Het broze evenwicht tussen goed en kwaad is synoniem aan het idee van zuiverheid en vervuiling. Zuiverheid is de kern van het goddelijke. De ergste vervuiling is afbreuk van de goddelijke zuiverheid na het overlijden van een mens. Om zuiver te blijven is het de plicht van een Parsi om zijn persoonlijke lichamelijke zuiverheid te onderhouden 'zoals God hem schiep'. Daarom verkiezen sommigen hun leven op te dragen aan de eigen zuiverheid en besluit men voor een leven als asceet.

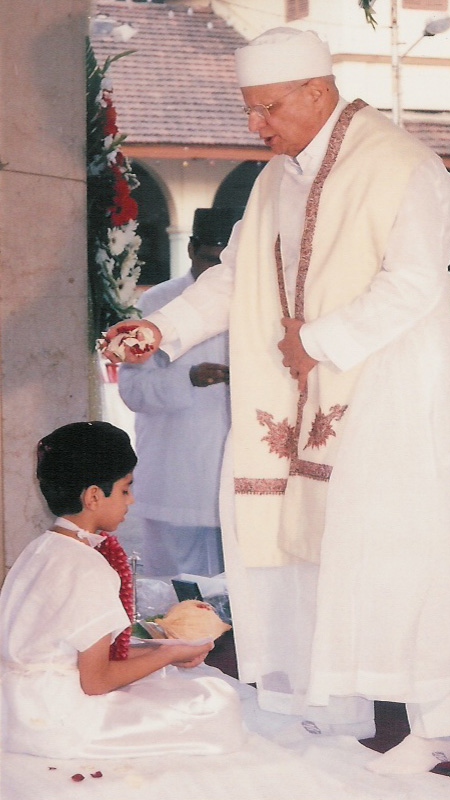
Parsi Navjote ceremonie (rituele inwijding in het Zoroastrische geloof)

#### Initiatie
Een kind wordt in het zoroastrisme gewijd wanneer het oud genoeg is om bewust te kiezen voor het geloof. Hiervoor neemt het een ritueel bad, waarna een spiritueel schoningsgebed volgt. Vervolgens kleedt het kind zich in witte pyjama, shawl en platte randloze hoed. Na de sacrende initiatiegebeden ontvangt het kind de met zoroastrisme geassocieerde heilige tekens: een gewijd shirt, de sudre – onderkleding met een klein zakje voor, waarin "Goede Daden" worden verzameld. Daarnaast wordt de kusti, de heilige gordel en geweven uit 72 fijn wit wollen draden, en hiermee de 72 hoofdstukken van de Yasna (Heilige Schrift) verbeeldend, drie maal rond het middel gewonden. Te midden van de priesters wordt het God representerend reinigend vuur binnengebracht. Nu is de inwijding voltooid, en is het kind deel van de samenleving en zoroastrische religie geworden.

#### Huwelijk

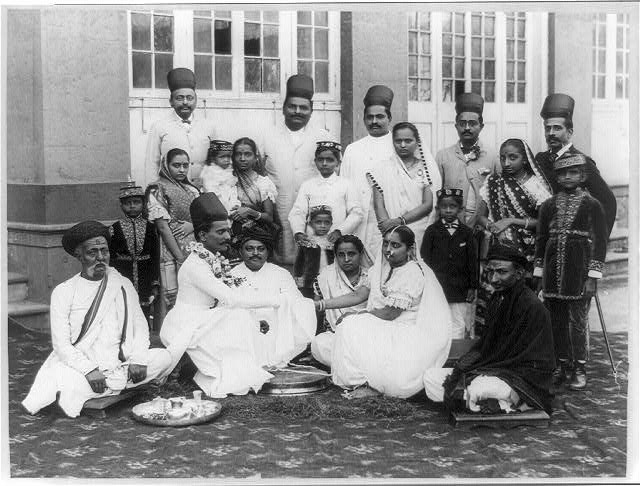
Parsi huwelijk in traditionele kledij, tussen ca. 1890 en 1923

Het huwelijk is bij de Parsi een uiterst belangrijk gebeuren: hiermee kan de uitbreiding van het Koninkrijk Gods worden bestendigd. Hoewel geen religieuze doctrine was het kinderhuwelijk tot midden 19e eeuw normaal. Met de sociale veranderingen in die tijd veranderde dit gebruik. Parsi als bevolkingsgroep in India zijn hoog geletterd, hetgeen ook voor de Parsi vrouwen geldt. Zij trouwen daarom vaak pas laat of helemaal niet waardoor zorgen over het voortbestaan van de Parsi ontstaan.
De huwelijksceremonie begint met een zuiverend bad. Bruid en bruidegom reizen in versierde wagens naar de trouwlocatie. Priesters uit beider families begeleiden de bruiloft. Het paar is aanvankelijk met een doek van elkaar gescheiden waardoor zij elkaar niet kunnen zien. Met zeven lange draden wol worden zij aan elkaar gebonden, waarna zij elkander met rijst bestrooien als symbool van dominantie. Afsluitend komt het religieuze aspect aan bod waarbij het paar voor de priesters verschijnt en het huwelijk de zegen krijgt.

#### Overlijden

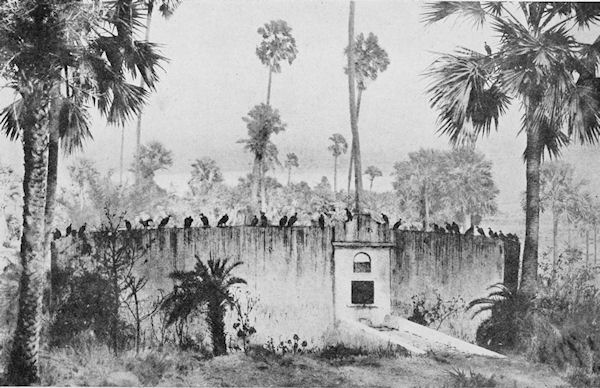
Parsi Toren van Stilte, Bombay.

Met de "met dood geassocieerde verontreiniging" moet zorgvuldig worden omgegaan. In het huis van de overledene wordt een deel ervan afgescheiden om diens lijk op te baren. De priester bidt om de zonden van de overledene te reinigen en de religieuze toewijding en het geloof van de overledene te bevestigen. Het reinigende vuur wordt naar de kamer gebracht en de gebeden vangen aan. Men wast het lichaam, kleedt het in een schone sudre en kusti. In het hele begrafenisproces speelt de hond een essentiële rol: honden kunnen de dood zien. Met het trekken van een cirkel rond de overledene vangt de ceremonie aan. Alleen de dragers van de dodenbaar mogen deze naderen.

#### Luchtbegrafenis
Parsi kennen een kenmerkende manier van overgeven van hun overledene aan de eeuwigheid: de luchtbegrafenis in de zo genoemde 'toren van stilte' (Tower of Silence). Op weg naar zo'n dodentoren lopen de dragers in paren, onderling verbonden met wit linnen. Het lichaam wordt op de toren gelegd waarna het aan de gieren wordt gelaten. Zijn de botten door de zon gebleekt, dan worden zij in de cirkelvormige opening in het midden van de toren geduwd. Het rouwproces duurt vier dagen. In plaats van het oprichten van gedenktekens voor de doden, bedrijft men liefdadigheid ter ere van de overleden persoon.

#### Tempels

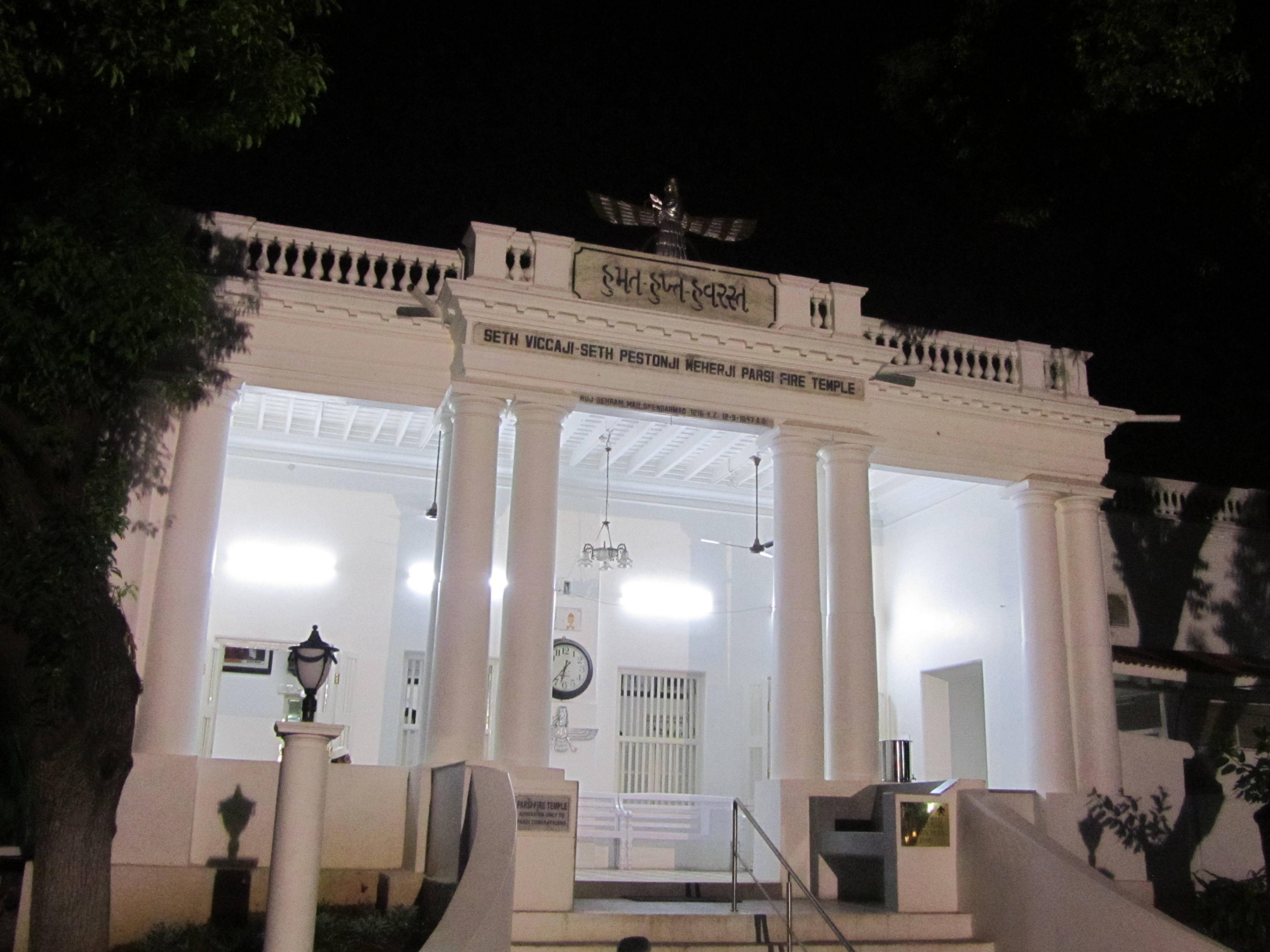
Een Parsi vuurtempel in Secunderabad, India.

Oorspronkelijk werden zoroastrische festivals in de openlucht gehouden. Pas later kwamen er tempels, vaak door rijke Parsis gebouwd. Vuur wordt gerepresenteerd als Ahura Mazda. Men kent twee type tempels waarin men verschillende vuren brandt. Het hoogste vuur niveau vindt men in de Atash Behram tempels, waarvan er acht in India zijn. Het prepareren van het vuur neemt een jaar in beslag. Eenmaal aangestoken wordt het met de grootst mogelijke zorg onderhouden.
In de Dar-I Mihr tempels is het voorbereidend proces ter ontsteken van het vuur minder intensief. Er zijn 160 van dergelijke tempels verspreid over India.

## Geschiedenis

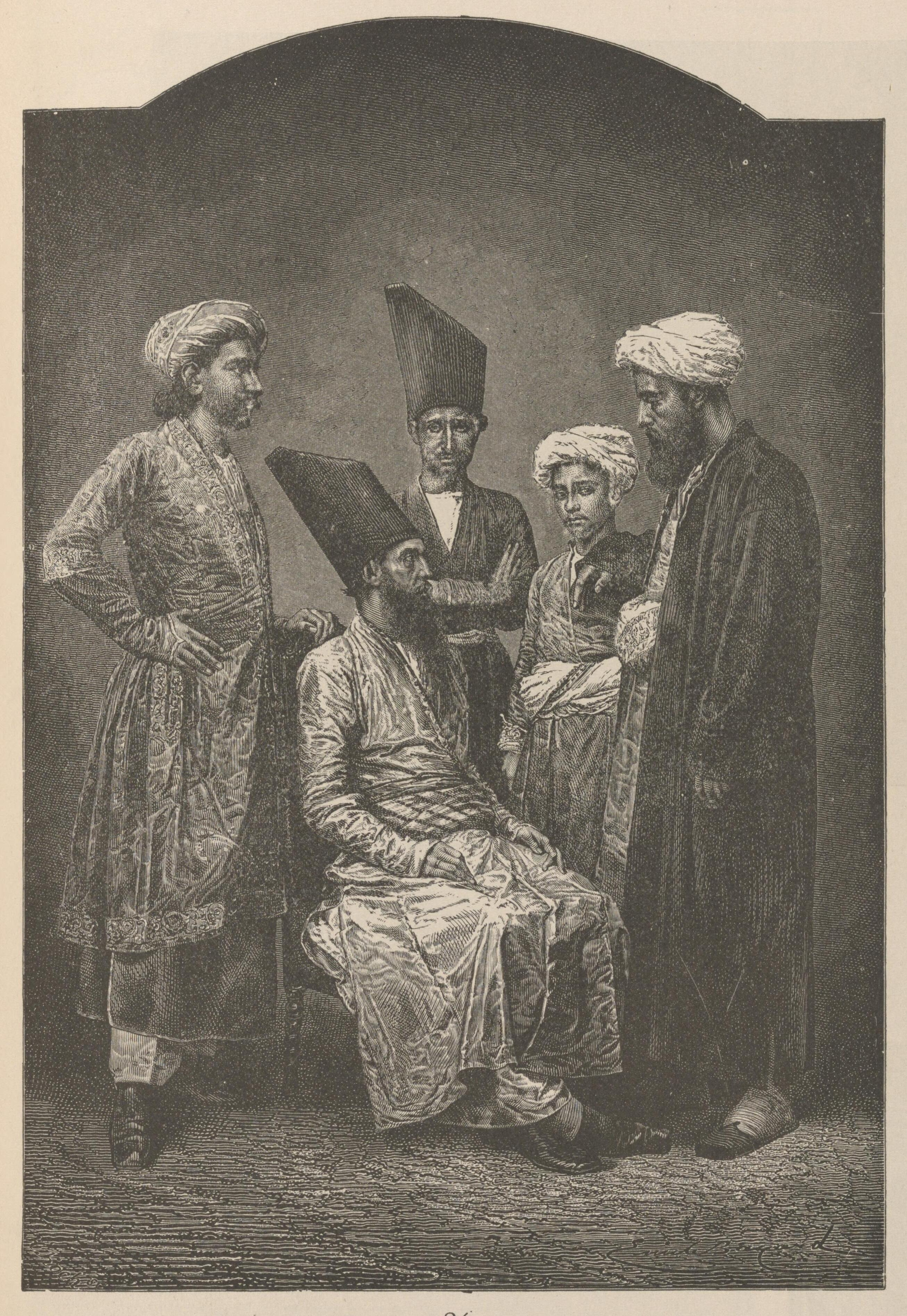
Parsi uit Bombay, 1878

Parsi zijn Perzen die tussen de 8e en 10e eeuw Perzië ontvluchtten om aan vervolging wegens hun zoroastrische religie door de binnengedrongen Arabische moslims in het Perzische rijk te ontkomen. Men vestigde zich eerste instantie in Gujarati, de deelstaat aan de westkust van het huidige India en in Sindh, een van de vier provincies van Pakistan. Later kwamen er ook concentraties in de havenstad Bombay, in een paar steden en dorpen meestal ten noorden van Bombay, en in Karachi (Pakistan) en Bangalore (Karnataka, India). Na de  onafhankelijkheid van India  (1947) werden ze een gerespecteerde minderheid.
Evident is het verschil tussen de vele eeuwen in India wonende Parsi en de kleinere Indiaas zoroastrische bevolkingsgroep van Iraniërs of Irani's, de afstammelingen van zoroastriërs, die meer recentelijk naar India kwamen op de vlucht voor de onderdrukking door de Iraanse Kadjar-dynastie (1796-1925) en de grote algemene (politieke) onrust aan het eind van de 19e, begin 20ste eeuw in Perzië (Iran).

## Maatschappelijke status
Doordat de Parsi in India altijd een uiterst kleine, markante, doch ongevaarlijke groep waren, konden zij zich ongehinderd zowel tussen de moslims als de hindoes, en de talloze andere levensbeschouwende groepen bewegen. Dit vond onder andere zijn weerslag in mediërende beroepen als rechter of diplomaat. Typische Parsi namen zijn bijvoorbeeld: Damania (die anderen controleert) Bomanji (beschermer of bewaker), Tata (opgewekt mens), Jeejeebhoy (gerespecteerd persoon), Merwan (vriendelijkheid); Merwani's staan bekend als bakkerfamilie. 
Tegengesteld aan hindoes of moslims kenden Parsi vaak geen achternaam. Deze werden verplicht toen de Engelsen in India verschenen (English Raj). Vandaar ook veel Engelse achternamen als Contractor (aannemer, contract opmaker) of Doctor.

## Bekende Parsi
- Freddie Mercury (1946-1991), zanger
- Zubin Mehta (1936), dirigent
- Meher Rustom Contractor (1918-1992) beeldend kunstenares, poppenspeelster en poppenmaakster
- Nazneen Contractor (1982) Indiaas-Canadees filmactrice (kleindochter van Meher Rustom Contractor)
- Jamsetji Nusserwanji Tata (1839-1904) Oprichter van de industriële Tata-groep in 1868, waarvan een van de takken het in 1907 opgerichte Tata Steel, de huidige eigenaar van de vroegere Koninklijke Hoogovens staalfabrieken in IJmuiden is (Tata Steel IJmuiden).
- Ratan Naval Tata (1937-2024) indiaas zakenman en filantroop, voorzitter van de Tata-Sons van 1991 tot 2012.

- Bibliothèque nationale de France: cb11979953j (data)
- Gemeinsame Normdatei: 4075901-5
- Library of Congress Control Number: sh85098308
- Nationale Bibliotheek van Tsjechië: ph194667
- Nationale Bibliotheek van Israël: 987007565500605171